# Jessheimstadion
Het Jessheimstadion is een multifunctioneel stadion in Jessheim, een plaats in Noorwegen. Tussen 2011 en 2015 werd het stadion UKI Arena genoemd. 
Het stadion wordt vooral gebruikt voor voetbalwedstrijden, de voetbalclub Ullensaker/Kisa IL maakt gebruik van dit stadion. In het stadion is plaats voor 4500 toeschouwers, maar het recordaantal is 3435 dat werd bereikt tijdens een wedstrijd van de thuisclub tegen Rosenborg. Er ligt een kunstgrasveld. Het stadion werd geopend in 2011.